# 딥 사우스 레슬링
딥 사우스 레슬링(Deep South Wrestling), 이하 DSW는 WWE의 제휴단체였으며 현재는 파산된 상황이다.

## DSW 마지막 챔피언
| DSW 헤비웨이트 챔피언 | 오스틴 크리드             | 2007년 7월 12일 | 초대 챔피언                      |
| DSW 태그팀 챔피언     | 카렙 콘레이 & 살 리나우로 | 2007년 7월 26일 | 프리티 보이 플로이드 & 시몬 서몬 |